# 聖佩德羅德喬蘭區
10°03′07″S 76°29′01″W / 10.05194°S 76.48361°W
聖佩德羅德喬蘭區（西班牙語：Distrito de San Pedro de Chaulán），是秘魯的一個區，位於該國中部瓦努科大區的瓦努科省，始建於1936年5月16日，面積275.1平方公里，海拔高度3,552米，2005年人口5,558，人口密度每平方公里20人。